# Hideya Okamoto
Hideya Okamoto (født 18. maj 1987) er en japansk fodboldspiller, som spiller for den japanske fodboldklub AC Nagano Parceiro.